# Arapkir
Arapkir (també Arapgir o Arabgir, abans Arabkir, en armeni: Արաբկիր, Arabker, coneguda sota els romans d'Orient com Arabraces) és una ciutat de Turquia, capital de districte d'Arapkir i de la província de Malatya. El 2000 tenia 17.070 habitants, que eren 6.684 el 1945 (el districte tenia 23.612 habitants el 1945). Es troba a 70 km al nord de Malatya, a 1200 metres d'altura, a la confluència entre l'Eufrates occidental i oriental però a uns quants km de la riba del riu unit. La ciutat moderna fou fundada al començament del segle xix però a uns 3 km al nord-est hi ha la vella ciutat, ara anomenada Eskişehir ("Ciutat Vella" en turc) on hi ha algunes ruïnes poc rellevants. El clima és dur per l'altura. El nom segons l'etimologia popular vol dir 'conquesta dels àrabs'.

## Història
La ciutat fou fundada per Seneqerim Ioan (rei de Baspracània 1003-1022, senyor de Reixtunik 972-1002, rei de Sebaste 1022-1026). El 1022 va passar a l'Imperi Romà d'Orient i va romandre part del catepanat de Baspracània) fins a la conquesta seljúcida vers el 1071. Va romandre en mans dels seljúcides i després dels Kara Koyunlu; al començament del segle xv fou ocupada per Tamerlà però al cap de poc va morir (1405) i poc després estava en mans dels otomans.
Fou un sandjak part de l'eyalet de Sivas. El 1879 es va crear el wilayat de Mamuret ül-Aziz" o "Ma'mûrat al-'Aziz del que fou part. La ciutat fou famosa pels raïms i les mores. Vers 1830 la nova ciutat va començar a treballar en el textil i s'importaven teixits de cotó de Gran Bretanya i Irlanda. La població el 1839 era de 8000 habitants entre els quals 6000 armenis que eren l'ànima econòmica de la ciutat. El 1868 tenia uns 35.000 habitants. La prosperitat devia baixar perquè el 1890 ja només eren 20.000 però encara s'informa de gran activitat comercial relacionada amb els teixits almenys fins al 1907. El 1883 fou erigida en municipi i era més gran que la capital provincial Harput. Les primeres matances (1895) no van alterar la presència dels armenis que eren 33000 el 1915 Després de les matances dels armenis l'activitat econòmica va baixar a pràcticament res. Els armenis van morir o van fugir (els darrers 800 a l'Armènia Soviètica el 1922). Un barri d'Erevan es diu districte d'Arabkir.
Hi havia 7 esglésies armènies a la ciutat i 10 escoles. La principal església fou cremada el 1915; després fou reparada i usada com escola i demolida després del 1950. La majoria dels edificis d'abans el 1915 ja han desaparegut. Hi ha les runes d'un castell, alguna mesquita seljúcida, un vell cementiri i unes mines de plata.